# АЗТ
АЗТ скорочена форма від Азидотимідин (англ. AZD). Альтернативна назва Зидовудин (англ. ZDV).
АЗТ є антивірусним препаратом, з категорії інгібіторів зворотної транскриптази. Головне призначення: лікування СНІДу. Існує також під марками Ретровір та Ретровіс, а також як інгредієнт у таких препаратах як Комбівір та Тризивір. Є аналогом (антиметаболітом) Тимідину.

## Історія створення
АЗТ був вперше застосований при лікуванні СНІДу, хоча розроблявся для лікування ракових захворювань. Однак після синтезу в 1964 році, через низьку ефективність АЗТ у випробовуваннях на мишах, препарат було архівовано. У 1985 році була висунута теорія про ефективність АЗТ у продовженні життя пацієнтів із ВІЛ-інфекцією і препарат було запатентовано з цим призначенням.
Перше дозування АЗТ було досить високим. Пацієнт мав приймати 400 мг препарату кожні чотири години. Однак згодом, після клінічних випробувань, дозу вдалось зменшити до 300 мг двічі на день.

## Протипоказання
Гіперчутливість до препарату; аномально низька кількість нейтрофілів, аномально низький рівень Hb, лікування новонароджених із гіпербілірубінемією, які потребують додаткового відмінного від фототерапії лікування або із підвищенням більше ніж у п’ять разів від норми рівня трансаміназ.

## Показання
Комбіноване лікування ВІЛ-інфекції у дітей та дорослих разом з іншими антиретровірусними препаратами; ВІЛ-позитивна реакція у вагітних і новонароджених; в/в введення для короткочасного лікування серйозних проявів ВІЛ-інфекції у хворих на СНІД, які не можуть приймати пероральні форми препарату; лікування ВІЛ-позитивних вагітних жінок (вагітність понад 14 тижнів) та їх новонароджених немовлят, профілактика трансплацентарного інфікування плода та первинна профілактика ВІЛ-інфекції у новонароджених.

## Синоніми
Azidothymidine, AZT, ZDV, Zidovudina, Zidovudine, Zidovudinu, Retrovir, Trizivir